# Syzygium cornuflorum
Syzygium cornuflorum är en myrtenväxtart som beskrevs av Peter Shaw Ashton. Syzygium cornuflorum ingår i släktet Syzygium och familjen myrtenväxter. Inga underarter finns listade i Catalogue of Life.